# The Players Championship
The Players Championship (geralmente intitulado como THE PLAYERS Championship ou THE PLAYERS) é um torneio anual de golfe organizado nos Estados Unidos pelo PGA Tour, que também é seu proprietário. O torneio começou em 1974, já com o nome de Tournament Players Championship, sendo vencido pelo lendário jogador de golfe Jack Nicklaus. É disputado no campo TPC at Sawgrass Stadium Course, em Ponte Vedra Beach, rica comunidade no subúrbio de Jacksonville, Flórida, Estados Unidos. O nome do torneio tornou-se oficialmente "The Players Championship" em 1988. Foi projetado pelos renomados arquitetos de campos de golfe Pete e Alice Dye, e é considerado um dos campos de golfe mais fotogênicos e mais agradáveis aos espectadores do mundo.

## Particularidades
O campo integra os cinquenta melhores jogadores de golfe do ranking mundial, mas, ao contrário dos três principais torneios realizados nos Estados Unidos, não é um evento oficial do European Tour.
Apesar de não ser um torneio major, ele foi promovido como tal pelo PGA Tour, apelidado de quinto major, e é frequentemente considerado o torneio de maior prestígio no golfe, depois dos quatro principais. Isso se deve às características que ele compartilha com os principais torneios do esporte, como o campo de alta classe, as condições desafiadoras do campo e sua grande premiação.
No TPC at Sawgrass Stadium Course fica o icônico buraco n.º 17 par 3 “Island Green”, de 137 jardas, localizado em uma ilhota conectada ao resto do campo por um estreito caminho, considerado um dos melhores e mais desafiadores greens do golfe.
É o torneio de maior premiação do golfe (25 milhões de dólares norte-americanos em 2025). A partir de 2023, o vencedor passou a receber 4,5 milhões de dólares, 18% de 25 milhões de dólares.

## Locais
Estes são os locais onde o famoso evento do PGA Tour foi disputado ao longo dos anos:
- 1982 até o presente: TPC Sawgrass, Stadium Course, na Flórida
- 1977-81: Sawgrass Country Club,  na Flórida
- 1976: Inverrary Country Club, na Flórida
- 1975: Colonial Country Club, no Texas
- 1974: Atlanta Country Club, na Geórgia

*Em 2020, o torneio não foi disputado, em virtude da pandemia de COVID-19.

## Múltiplos vencedores
Jack Nicklaus tem o maior número de vitórias, tendo vencido três dos cinco primeiros eventos, em anos alternados e em campos diferentes. Desde que o Players Championship foi transferido para o TPC Sawgrass em 1982, outros sete jogadores venceram duas vezes, sendo Scottie Scheffler o único jogador a defender o título com sucesso.
- 3 vitórias
  - Jack Nicklaus: 1974, 1976, 1978
- 2 vitórias
  - Fred Couples: 1984, 1996
  - Steve Elkington: 1991, 1997
  - Hal Sutton: 1983, 2000
  - Davis Love III: 1992, 2003
  - Tiger Woods: 2001, 2013
  - Scottie Scheffler: 2023, 2024
  - Rory McIlroy: 2019, 2025